# Plumarella rigida
Plumarella rigida is een zachte koraalsoort uit de familie Primnoidae. De koraalsoort komt uit het geslacht Plumarella. Plumarella rigida werd in 1908 voor het eerst wetenschappelijk beschreven door Kükenthal & Gorzawsky. 